# Le Châtelet-sur-Meuse
Le Châtelet-sur-Meuse é uma comuna francesa na região administrativa de Grande Leste, no departamento de Haute-Marne. Estende-se por uma área de 21,31 km². Em 2010 a comuna tinha 153 habitantes (densidade: 7,2 hab./km²).